# Pellionia tonkinensis
Pellionia tonkinensis är en nässelväxtart som beskrevs av François Gagnepain. Pellionia tonkinensis ingår i släktet Pellionia och familjen nässelväxter. Inga underarter finns listade i Catalogue of Life.